# La Roquebrussanne
La Roquebrussanne település Franciaországban, Var megyében. Lakosainak száma 2199 fő (2022. január 1.). La Roquebrussanne Brignoles, La Celle, Garéoult, Mazaugues, Méounes-lès-Montrieux, Néoules és Signes községekkel határos.

## Népesség
A település népességének változása:
| Lakosok száma | 2526 | 2540 | 2610 | 2455 | 2329 | 2203 | 2184 | 2192 | 2199 |
|               | 2013 | 2015 | 2016 | 2017 | 2018 | 2019 | 2020 | 2021 | 2022 |